# Grimmia erythraea
Grimmia erythraea är en bladmossart som beskrevs av Cufodontis 1951. Grimmia erythraea ingår i släktet grimmior, och familjen Grimmiaceae. Inga underarter finns listade i Catalogue of Life.